# Toulaman River
Toulaman River är ett vattendrag i Dominica.   Det ligger i parishen Saint Andrew, i den centrala delen av landet, 29 km norr om huvudstaden Roseau. Toulaman River ligger på ön Dominica.